# Kachliner See
Der Kachliner See befindet sich auf der Insel Usedom, im südwestlichen Bereich des Thurbruchs. Der See hat eine Fläche von etwa 94 Hektar und ist durchschnittlich 1,5 Meter tief. Südwestlich des Sees befindet sich der Dargener Ortsteil Kachlin.

## Geschichte
Der Kachliner See bildete sich bei der Vermoorung des zum Ende der letzten Eiszeit entstandenen Thurbruchbeckens. Ursprünglich war er ein eutropher Klarwassersee. Aus großen Teilen des Thurbruchs und dessen Einzugsgebiet floss Wasser zum See, durchströmte ihn und floss über die Bäck in Richtung Gothensee ab.
1389 hatten die auf Kachlin und Katschow ansässigen Herren von Schwerin untereinander einen heftigen Streit um den See. Nach langen Verhandlungen einigte man sich auf jeweils besondere Rechte für Jagd, Fischerei und Nutzung des Schilfrohrs. Mit der Übernahme von Kachlin 1417 und von Katschow zwischen 1415 und 1434 durch das Kloster Pudagla kam auch der See in Klosterbesitz. Nach der Säkularisation des Klosters im 16. Jahrhundert gehörte der See zum Amt Pudagla.
In einer Karte der Schwedischen Landesaufnahme von Vorpommern aus dem Jahr 1693 ist am Ostufer des Kachliner Sees ein rund 700 Meter langer Graben in Richtung Ostsüdost eingezeichnet. Demnach wurden bereits im 17. Jahrhundert erste Versuche unternommen, Weideflächen trockenzulegen und die weitere Vermoorung des Sees zu verhindern.
Im 18. Jahrhundert wurde begonnen, im Thurbruch durch Entwässerungsmaßnahmen neue landwirtschaftliche Nutzflächen zu gewinnen. So wurde 1750 unter der Leitung des Landbaumeisters Knüppel ein Entwässerungsgraben vom Kachliner See zum Wolgastsee gebaut, der nach ihm benannte Knüppelgraben.
Nachdem die Bäck, der natürliche Abfluss zum Gothensee mit der Zeit verlandet war, wurde dieser ab 1772 erweitert und begradigt.
Um 1902 wurde mit Planungen für eine intensive Moorkultivierung begonnen, für die vor dem Ersten Weltkrieg 123000 Mark zur Verfügung gestellt wurden, die aber nicht mehr zur Ausführung kamen. 1920 wurde am Ostufer das Windschöpfwerk Kachlin aufgestellt, das bis 1968 der Entwässerung des Thurbruchs diente und bis heute als Technisches Denkmal erhalten ist. Ende der 1920er Jahre begann die „Bodenverbesserungs-Genossenschaft für das Thurbruch“ mit dem Bau eines den ganzen See umschließenden Ringgrabensystems. Am Westufer des Sees wurde eine 16,4 Hektar große Weidefläche geschaffen. Nach 1935 wurden Angehörige des Reichsarbeitsdienstes zur Neuanlage und Beräumung von Gräben eingesetzt. Zu DDR-Zeiten wurde das Thurbruch zwischen 1956 und 1969 mit großem  Aufwand umfassend melioriert. Bei Kachlin wurde ein elektrisch betriebenes Schöpfwerk installiert.
Innerhalb des Ringgrabensystems wurde um den See ein Damm errichtet, um den weiteren Wasserzufluss zum Kachliner See zu verhindern. Dadurch kam es zu einer erheblichen Störung der Hydrologie und der Nährstoffverhältnisse des Sees. Innerhalb des Dammes wurde die Nutzung der Wiesen aufgegeben, dadurch konnte sich dort Bewaldung entwickeln. Am Westufer wuchs so ein Erlen-Bruchwald heran.
Der Wasserstand des Kachliner Sees wird weitgehend über Pumpwerke im Thurbruch reguliert. In niederschlagsarmen Jahren ist der See von Verlandung bedroht, da sein Wasser dann in die umliegenden Gräben abfließt. Die Flachwassergebiete sind Sammelplatz für zahlreiche Wasservögel, was den See zu einem ornithologisch interessanten Gewässer macht.